# Raja 1918
Raja 1918 (česky „Hranice 1918“) je finský film z roku 2007 režírovaný Laurim Törhönenem.

## Příběh
Děj se odehrává po finské občanské válce, kdy Finsko získalo nezávislost na Rusku a bílí porazili rudé. Na jaře roku 1918 je kapitán Carl von Munck na Mannerheimův rozkaz poslán do jedné vesnice, aby zde vybudoval a hlídal novou finsko-ruskou hranici. Tou se stal potok tekoucí skrz ni. Po celou historii tudy žádná hranice nevedla, neexistují pasy a ve smíšených rusko-finských rodinách je těžké poznat, kdo je Rus a kdo Fin – kdo přes hranici projít může a kdo ne. V Rusku po bolševické revoluci je buržoazie a šlechta popravována a snaží se tedy utéct pryč, přes hranici do Finska. Rusové mají ale do Finska vstup zakázán, špiony a rudé má Munck rozkaz popravovat. Každý příchozí proto musí říct slovo „kyllä“ (finsky „ano“) a ten, kdo jej vysloví špatně, toho čeká deportace. Proti tomuto systému se postaví slečna Lintuová, učitelka v místní škole, která Munckovi pomáhá s administrativou. Nově proto každého jednotlivě čeká pohovor, na kterém se rozhodne, zda bude do Finska vpuštěn nebo ne. Ti, u kterých nelze ihned jednoznačně rozhodnout, jsou posíláni do karantény.

## Obsazení
| Martin Bahne         | Carl von Munck        |
| Minna Haapkylä       | Maaria Lintu          |
| Tommi Korpela        | Heikki Kiljunen       |
| Leonid Mozgovoy      | major Gentsch         |
| Hannu-Pekka Björkman | Vääpeli Muranen       |
| Lauri Nurkse         | Luutnantti Suutari    |
| Orvo Björninen       | doktor Jevgeni Perret |
| Pauli Poranen        | Edvin Lintu           |